# Phyllostachys flexuosa
Phyllostachys flexuosa là một loài thực vật có hoa trong họ Hòa thảo. Loài này được Rivière & C.Rivière miêu tả khoa học đầu tiên năm 1878.